# 요월정 원림
요월정 원림(邀月亭 園林)은 대한민국 전라남도 장성군 황룡면 황룡리 요월정 정자 주변의 숲이다. 1985년 2월 15일 전라남도의 기념물 제70호로 지정되었다.

## 개요
요월정 원림은 조선 명종 때 공조좌랑을 지낸 김경우(金景愚. 1517~1559)가 1550년(명종 5) 관직에서 물러나 은거하면서 산수와 벗하며 풍류를 즐기기 위하여 황룡강 북서쪽 언덕위에 조성하였다는 요월정(邀月亭) 정자 주위의 숲을 가리킨다.
요월정에 올라서면 옥녀봉이 눈에 뜨이고, 황룡강과 탁 트인 들판이 보인다. 정자 주위를 60여 그루의 배롱나무가 둘러싸고 있으며, 소나무가 숲을 이루고 있어 여름이면 경치가 더 아름답다.
당대의 명사인 하서 김인후(金麟厚), 고봉 기대승(奇大升), 송천 양응정(梁應鼎) 등이 이곳을 찾아와 함께 시를 읊었다고 한다. 정자에는 하서 김인후, 고봉 기대승 등 명현들의 시가 현판에 새겨 있다.
그 중에서 후손 김경찬(金敬燦)이 이 곳의 경치를 찬양하여 '조선 제일의 황룡이다'라고 현판에 새겼더니, 나라에서 불러 "황룡이 조선 제일이면 한양은 어떠하냐"라고 질문을 해서 "천하에 제일입니다"라고 답하여 화를 면했다는 이야기가 전해 내려오고 있다.

## 현지 안내문
조선의 명종 때 공조좌랑을 역임한 사복시정 김경우(1517~1669)가 1550년대에 산수와 벗하며 풍류를 즐기기 위하여 만든 것이다. 당대의 명사인 하서 김인후(1510~1560), 고봉 기대승(1527~1572), 송청 양웅정(1500년대) 등이 시를 읊고 놀았던 곳이다.
황룡강의 북서쪽 기슭 위에 강쪽으로 세워진 요월정은 정면 3칸, 측면 3칸의 팔작지붕(네 모서리에 추녀가 연결된 지붕형태)형 건축물로서 2개의 방과 동쪽으로 마루가 이어져 있다. 이와 같은 평면구조로 보아 정(亭)보다는 당(堂)에 가까운 건물로 볼 수 있으며, 현재의 건물은 1925년에 고쳐 지은 것이다. 강이 있어 좋은 입지조건을 갖추고 있으며 주변의 송림 사이에 중국의 원산종인 배롱나무가 100여 그루나 군식하고 있어 여름철이면 무릉도원을 연상시킨다.

## 참고 자료
- 요월정원림 - 국가유산청 국가유산포털